# Akihiro Hyōdō
Akihiro Hyōdō (兵働 昭弘 Hyōdō Akihiro?, nacido el 12 de mayo de 1982 en Shiroi, Chiba) es un exfutbolista japonés que se desempeñaba como centrocampista.

## Trayectoria

### Clubes
| Club             | País  | Año         |
| ---------------- | ----- | ----------- |
| Shimizu S-Pulse  | Japón | 2005 - 2010 |
| Kashiwa Reysol   | Japón | 2011        |
| JEF United Chiba | Japón | 2012 - 2014 |
| Oita Trinita     | Japón | 2015        |
| Mito HollyHock   | Japón | 2016        |
| Ventforet Kofu   | Japón | 2017        |
| Shimizu S-Pulse  | Japón | 2018        |

## Estadística de carrera

### J. League
| Club             | Año   | J. League | J. League | Copa J. League | Copa J. League | Total | Total |
| Club             | Año   | Part.     | Goles     | Part.          | Goles          | Part. | Goles |
| ---------------- | ----- | --------- | --------- | -------------- | -------------- | ----- | ----- |
| Shimizu S-Pulse  | 2005  | 15        | 2         | 2              | 0              | 17    | 2     |
| Shimizu S-Pulse  | 2006  | 21        | 5         | 5              | 0              | 26    | 5     |
| Shimizu S-Pulse  | 2007  | 31        | 2         | 5              | 0              | 36    | 2     |
| Shimizu S-Pulse  | 2008  | 23        | 1         | 7              | 1              | 30    | 2     |
| Shimizu S-Pulse  | 2009  | 29        | 1         | 10             | 1              | 39    | 2     |
| Shimizu S-Pulse  | 2010  | 33        | 4         | 8              | 0              | 41    | 4     |
| Kashiwa Reysol   | 2011  | 16        | 1         | 0              | 0              | 16    | 1     |
| JEF United Chiba | 2012  | 41        | 7         | -              | -              | 41    | 7     |
| JEF United Chiba | 2013  | 30        | 4         | -              | -              | 30    | 4     |
| JEF United Chiba | 2014  | 35        | 2         | -              | -              | 35    | 2     |
| Oita Trinita     | 2015  | 33        | 2         | -              | -              | 33    | 2     |
| Mito HollyHock   | 2016  | 41        | 0         | -              | -              | 41    | 0     |
| Ventforet Kofu   | 2017  | 23        | 1         | 0              | 0              | 23    | 1     |
| Total            | Total | 371       | 32        | 37             | 2              | 408   | 34    |